# Colegio Mayor de San Ildefonso

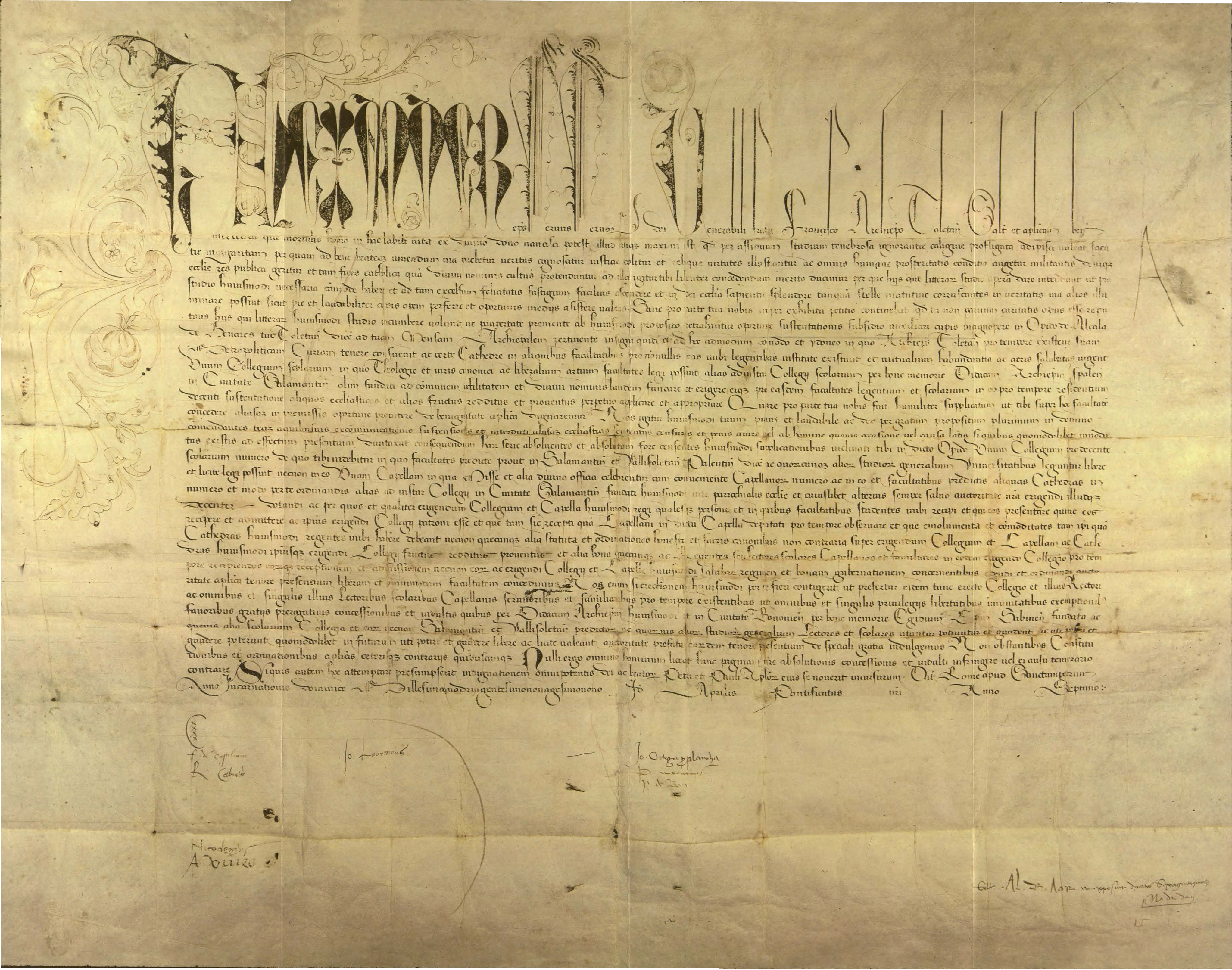
Urkunde durch die Papst Alexander VI. dem Erzbischof von Toledo Francisco Jiménez de Cisneros die Gründung des Colegio Mayor de San Ildefonso genehmigte

Der Colegio Mayor de San Ildefonso in Alcalá de Henares wurde von Francisco Jiménez de Cisneros, dem damaligen Erzbischof von Toledo, als unabhängige Einrichtung der akademischen Bildung gegründet. Seit dem Jahr 1508 spielte das Kolleg eine bedeutende Rolle in der wissenschaftlichen Ausbildung der theologischen Elite Spaniens. Als zentrale Einrichtung bildete es, zusammen mit anderen Kollegs und weiteren Einrichtungen, die historische Universität von Alcalá de Henares.

## Vorbilder für den Colegio Mayor de San Ildefonso

### Collège de la Sorbonne
Der Theologieprofessor Robert von Sorbon, Kaplan und Almosenier des Königs Ludwig IX., gründete 1257 in Paris das „Haus der armen studierenden Lehrer der theologischen Fakultät.“ Das Neue an dieser Einrichtung war, dass sie nicht für jüngere Studenten bestimmt war, sondern für Magister der freien Künste die ein Theologiestudium beginnen wollten. Mit der Gründung einer Institution, die „ein Ort für die Ausbildung von weltlichen Eliteseelsorgern und -predigern“ sein sollte, wollte Robert von Sorbon dem weltlichen Klerus die gleichen Möglichkeiten bieten, wie sie dem Ordens-Klerus zur Verfügung standen. Die Einrichtung, die später Collège de la Sorbonne genannt wurde, wies im Gegensatz zu den älteren, lediglich als Wohnheim dienenden elementaren Formen des kollegialen Zusammenlebens wichtige Neuerungen auf. Das Collège de la Sorbonne besaß Grundstücke und Gebäude und wurden aus regelmäßigen Einnahmen einer umfangreichen Stiftung finanziert. Die Studenten lebten in einer brüderlich organisierten Gemeinschaft zusammen. Das tägliche Leben war durch Statuten so geregelt, dass die meiste Zeit mit gemeinsamem Lernen nach einem geregelten Studienplan verbracht wurde. Im Spätmittelalter wurde der Unterricht von den Fakultäten der Theologie und den freien Künsten in das Collège verlegt. Im Verlauf des 13. und 14. Jahrhunderts wurden in England eine große Anzahl von „Colleges“ nach dem Vorbild des Collège de la Sorbonne gegründet. Der Unterricht wurde zunehmend in den Colleges und nicht mehr an der Universität erteilt.

### Reale Collegio Maggiore di San Clemente degli Spagnoli
Im September 1364 verfasste der frühere Erzbischof von Toledo, Kardinal Gil Álvarez Carrillo de Albornoz sein Testament. Darin ordnet er an, dass in der Stadt Bologna eine Institution für Studenten geschaffen werden sollte, mit Wohnräumen, einem Garten, Hörsälen und einer Kapelle zu Ehren des heiligen Clemens Martyr. Der Reale Collegio Maggiore di San Clemente degli Spagnoli war mit dreißig Studenten, acht der Theologie, achtzehn des kanonischen Rechts und vier der Medizin das größte Kolleg in Bologna. Die Studenten, die aus spanischen Diözesen stammten, lebten jeweils sieben Jahre im Collegio di San Clemente. Sie sollten bei Beginn ihrer Ausbildung ausreichende Kenntnisse zumindest in Grammatik, für Theologen und Medizinstudenten auch in Logik haben und bedürftig sein. Sie erhielten Unterkunft und Verpflegung, zwei Kleidungsstücke pro Jahr und ein jährliches Stipendium. Der Colegio de San Clemente wurde nach demokratischen Grundsätzen geführt. Jedes Jahr wählten die Stipendiaten den Rektor und die Consiliarii (seine Vertreter und Berater). Wichtige finanzielle Fragen wurden von der Generalversammlung entschieden. Das Patronat des Collegio di San Clemente lag bei den Bischöfen und Domkapiteln der spanischen Diözesen sowie bei zwei Mitgliedern der Familie Albornoz.
Nicht nur die Institution, sondern auch die 1367 fertiggestellten, um einen Arkadenhof gruppierten Gebäude des Collegio di San Clemente in Bologna mit den Räumen der Studenten und der Verwaltung, mit Vorlesungssälen, Diskussionsräumen und einer Bibliothek, galten als Vorbild für Kollegs in Spanien.

## Gründung des Colegio Mayor de San Ildefonso

### Gründe für die Einrichtung des Kollegs
Bei seiner Tätigkeit als Generalvikar des Bischofs von Sigüenza und den Visitationen der Gemeinden seiner Erzdiözese war Francisco Jimenez de Cisneros die teilweise unzureichende theologische Bildung auch von Personen in höheren Ämtern der Kirchenhierarchie aufgefallen. Nach seiner Ernennung zum Erzbischof von Toledo plante Francisco Jimenez de Cisneros eine beispielhafte, vollständige Neugestaltung und Erweiterung der schulischen und universitären Bildung in seinem Erzbistum. Bei der Gründung des Colegio de San Ildefonso ging es ihm darum, eine Bildungseinrichtung zu schaffen, die das geeignete Personal für die Reform des religiösen Lebens in seiner Diözese und im gesamten Königreich Kastilien hervorbringen würde. Ein wichtiges Ziel seiner Bestrebungen war eine Neugestaltung des Theologiestudiums auf der Grundlage der historischen Quellen der Bibel. Francisco Jimenez de Cisneros vertrat die Ansicht, dass die theologische Wahrheit ohne eine genaue Kenntnis der Sprachen, in denen die biblischen Texte ursprünglich verfasst wurden, nicht zu erfassen sei. Einer der Schwerpunkte des Studiums der Bibel sollten Kenntnisse der lateinischen, griechischen und hebräischen Sprachen werden. Der Colegio Mayor de San Ildefonso in Alcalá de Henares sollte als Zentrum einer Reihe weiterer Bildungseinrichtungen, optimale Studienbedingungen für die zukünftige theologische Elite Kastiliens bieten.

### Alcalá als Standort der neuen Bildungseinrichtung
Die Stadt Alcalá de Henares lag in der Erzdiözese Toledo. Die Erzbischöfe von Toledo waren Feudalherren der Stadt. Sie besaßen dort einen repräsentativen Palast, der von den Königen von Kastilien häufig als Residenz genutzt wurde. In der Geschichte der Stadt gab es verschiedene Ansätze Bildungseinrichtungen im Rang einer Universität zu schaffen. Im Jahr 1293 förderte König Sancho IV. in Alcalá de Henares die Schaffung von Einrichtungen für ein Studium generale. Im Jahr 1473 richtete der Erzbischof Alonso Carrillo im Franziskanerkonvent Santa María de Jesús die ersten drei Lehrstühle in Alcalá de Henares ein. Hier wurden nicht nur Mitglieder des Ordens ausgebildet. Einer der Lehrstühle war für die Grammatik bestimmt die die Grundlage des Studiums der freien Künste bildete, wobei ein Teil des Unterrichts der Naturphilosophie gewidmet wurde. Der zweite Lehrstuhl befasste sich mit der Logik. Dazu kam ein Lehrstuhl für Theologie. Erzbischof Pedro González de Mendoza fügte im Jahr 1487 neue Lehrstühle für Theologie, Kirchenrecht und säkulares Recht hinzu. Durch die Wahl von Alcalá de Henares als Standort wollte Francisco Jiménez de Cisneros den Einfluss des aristokratisch geprägten Domkapitels und künftiger Erzbischöfe von Toledo auf die Bildungseinrichtung gering halten. Er bestimmte den als Abt bezeichneten Vorsteher des Kapitels der Stiftskirche der Heiligen Justus und Pastor in Alcalá de Henares zum Kanzler der Universität. Der unterstand direkt dem Papst und war daher vom Erzbischof und dem Domkapitel von Toledo unabhängig. Im Gegensatz zu der Bischofsstadt Toledo bot Alcalá de Henares, nach der Stadterweiterung am Ende des 15. Jahrhunderts, ausreichend Platz um den Colegio Mayor de San Ildefonso, weitere 18 von Francisco Jiménez de Cisneros geplante Kollegs und von religiösen Orden und Spendern zu errichtende Bildungsinstitute mit der dafür notwendige Infrastruktur unterzubringen.

### Beantragung
Im Jahr 1498 wandte sich der Erzbischof von Toledo Francisco Jiménez de Cisneros an die Römische Kurie mit der Bitte, den Colegio de San Ildefonso de Alcalá de Henares, als ein neues Zentrum der universitären Ausbildung in Kastilien, zu genehmigen. In dem Antrag verwies er ausdrücklich auf den Collegio di San Clemente in Bologna und den Colegio San Bartolomé de Salamanca als Vorbilder für die von ihm in Alcalá de Henares geplante Einrichtung. Die Fakultäten Theologie, Kirchenrecht und freie Künste sollten vergleichbar mit den Einrichtungen in Salamanca und Valladolid sein. Die 1508 eingerichtete medizinische Fakultät war 1498 noch nicht vorgesehen. Cisneros verzichtete darauf eine Ausbildung in weltlichem Recht zu beantragen, da er der Ansicht war, dass es in Salamanca und Valladolid bereits genügend Angebote in diesen Fächern gab. Der Stifter wollte die Vollmacht erhalten dem Kolleg eine Verfassung nach seinen Vorstellungen zu geben. Außerdem wurde um den rechtlichen Schutz der neuen Einrichtung, ihrer Gemeinschaft und ihrer Güter gebeten.

### Genehmigung
Die Antwort aus Rom, vom 13. April 1499 bestand aus drei Urkunden. Die Urkunde Inter cetera richtete sich an Francisco Jiménez de Cisneros. Zunächst wurde diesem genehmigt, das neue Kolleg mit einer angemessenen Zahl von Studenten zu gründen und auszustatten. Dort sollten Theologie, Kirchenrecht und freie Künste gelehrt werden, und zwar so, dass der Schwerpunkt auf der Erneuerung der theologischen Studien liegen sollte, ein Grundsatz, den Francisco Jiménez de Cisneros in dem Antrag hervorgehoben hatte. Zweitens wurde erlaubt an dem neuen Kolleg Lehrstühle zu errichten wie sie in Salamanca und Valladolid bestanden. Drittens wurde Francisco Jiménez de Cisneros ermächtigt, eine Kapelle zu stiften und sie mit entsprechenden Kaplanstellen zu versehen. Viertens erhielt er die Befugnis, Regeln für das Funktionieren der neuen Einrichtung durch eine Verfassung festzulegen. Darin sollte die Leitung des Kollegs, die Auswahl der Studenten, Kapläne und Lehrer sowie deren Einkünfte, Patronate und alle weiteren Umstände die das Leben des Kollegs betrafen, geregelt werden. Schließlich wurden der zukünftige Colegio Mayor de San Ildefonso und seine Gemeinschaft in Bezug auf die Privilegien mit dem Collegio di San Clemente in Bologna und dem Colegio de San Bartolomé in Salamanca sowie mit den Universitäten von Salamanca und Valladolid gleichgestellt.
Von den drei Urkunden, die die päpstliche Kanzlei als Antwort auf den Antrag Francisco Jiménez de Cisneros ausstellte, war die Bulle Etsi cunctos, die sich an die Öffentlichkeit wandte, das formell feierlichste Dokument. Die Bulle enthielt die Regelung des Systems der Verleihung der akademischen Grade. Der Grad des Bakkalaureus sollte von einem der Magister oder Doktoren, die die Lehrstühle des Kollegs leiteten vergeben werden. Bei den Lizenziaten, den Doktoren und den Magistern sollte der Abt der Stiftskirche der Heiligen Justus und Pastor, in seiner Eigenschaft als Kanzler der Universität, mit Unterstützung von drei zu diesem Zeitpunkt in den Fakultäten tätigen Magistern oder Doktoren, die Vergabe nach einer strengen Prüfung vornehmen. In der Bulle wurde die Gleichstellung der Absolventen des Colegio Mayor de San Ildefonso mit den Absolventen der Universitäten von Salamanca, Valladolid, Bologna angeordnet.
Die Urkunde mit dem Titel Militanti Ecclesie war an den künftigen Kanzler der neuen Universität, den Abt der Stiftskirche der Heiligen Justus und Pastor in Alcalá de Henares, an den Dekan des Domkapitels von Sigüenza und an den Leiter der Domschule von Segovia gerichtet. Sie wurden vom Papst als Beauftragte zur Verteidigung des Kollegs eingesetzt, die es gegen Angriffe auf seine Rechte, Privilegien und Güter schützen sollten.

### Vorbereitungen für den Betrieb des Kollegs
Während Cisneros’ erstem Aufenthalt in Alcalá als Erzbischof, im Juli 1496, wurde das Grundstück für den Bau des Colegio Mayor de San Ildefonso ausgesucht. Der Architekt Pedro Gumiel entwarf den Plan für das erste, sehr schlichte Bauwerk. Am 14. März 1501 legte Francisco Jiménez de Cisneros den Grundstein. Die Arbeiten am Hauptgebäude wurden am 26. Juli 1508 abgeschlossen.
Die Zeit bis zur Fertigstellung des Gebäudes nutzte Francisco Jiménez de Cisneros dazu Lehrer zu suchen, die seinen Vorstellungen im Hinblick auf ihre wissenschaftliche Ausrichtung und Qualifikation entsprachen. Er begann Lehrer in Salamanca, Paris und Rom anzuwerben.
Im Jahr 1502, sechs Jahre bevor im Colegio de San Ildefonso der erste Unterricht stattfand, versammelte Francisco Jiménez de Cisneros in Toledo zum ersten Mal eine Gruppe von Sprachwissenschaftlern und Theologen, die in den folgenden fünfzehn Jahren eine Grundlage für das Studium der Bibel in ihren Ursprungssprachen erstellte. Die sechs Bände umfassende Ausgabe der Complutensischen Polyglotte enthielt Texte in Latein, Hebräisch, Aramäisch und Griechisch. Bei der Auswahl der Mitarbeiter der Arbeitsgruppe war für Cisneros die fachliche Kompetenz ausschlaggebend. Er lud, wegen ihrer hervorragenden Kenntnisse in Aramäisch und Hebräisch, auch die zwei 1492 zum Christentum konvertierte Mitglieder bekannter Rabbinerfamilien, Alfonso de Zamora und Pablo Núñez Coronel ein an der Bibelausgabe mitzuwirken. Viele der Wissenschaftler, die an der Erarbeitung der Complutensischen Polyglotte beteiligt waren, übernahmen Lehrstühle an der Universität. Erasmus von Rotterdam nahm die Einladung an die Universität von Alcalá zu kommen nicht an.
Eine weitere langfristige Aufgabe im Rahmen der Vorbereitung des Studienbetriebes des Kollegs war die Ausstattung der Bibliothek. Francisco Jiménez de Cisneros wendete große Summen für Bücher auf. Er ließ ihm notwendig erscheinende Manuskripte kopieren. Durch Rechnungen ist bekannt, dass er in den Jahren bis zur Eröffnung des Colegios de San Ildefonso in vielen Ländern gedruckte Bücher für die Ausstattung der Bibliothek kaufen ließ. Darüber hinaus brachte er in Granada beschlagnahmte wissenschaftlich Werke in arabischer Sprache und nach der Eroberung Orans Bücher als Kriegsbeute nach Alcalá. Beim Tod der Königin Isabella im Jahr 1504 erwarb er aus ihrem Nachlass, eine Anzahl von Büchern die als Vorlagen für die Ausgabe der Complutensischen Polyglotte dienten. Zu Beginn des Studienbetriebs war die Bibliothek nicht nur in Bezug auf die Anzahl, sondern auch auf den Wert, die Qualität und die Aktualität ihrer Bestände in einem hervorragenden Zustand.
Die Arbeiten am Hauptgebäude des Colegio Mayor de San Ildefonso wurden 1508 abgeschlossen. Der Lehrbetrieb der theologischen Fakultät wurde am 18. Oktober 1508 mit einer Vorlesung über die Moralphilosophie des Aristoteles aufgenommen. Sie wurde von dem in Paris ausgebildeten Theologen Pedro de Lerma gehalten, der als Abt des Stiftes der Heiligen Justus und Pastor Kanzler der Universität war. Außer der theologischen Fakultät, der Fakultät für kanonisches Recht und der Fakultät der freien Künste gab es eine medizinische Fakultät. Sie war ohne päpstliche Genehmigung eingerichtet worden, weil Francisco Jiménez de Cisneros sie als „sehr angebracht und notwendig“ ansah. Am 3. November 1514 genehmigte Papst Leo X. diese Fakultät.

## Struktur des Colegios de San Ildefonso

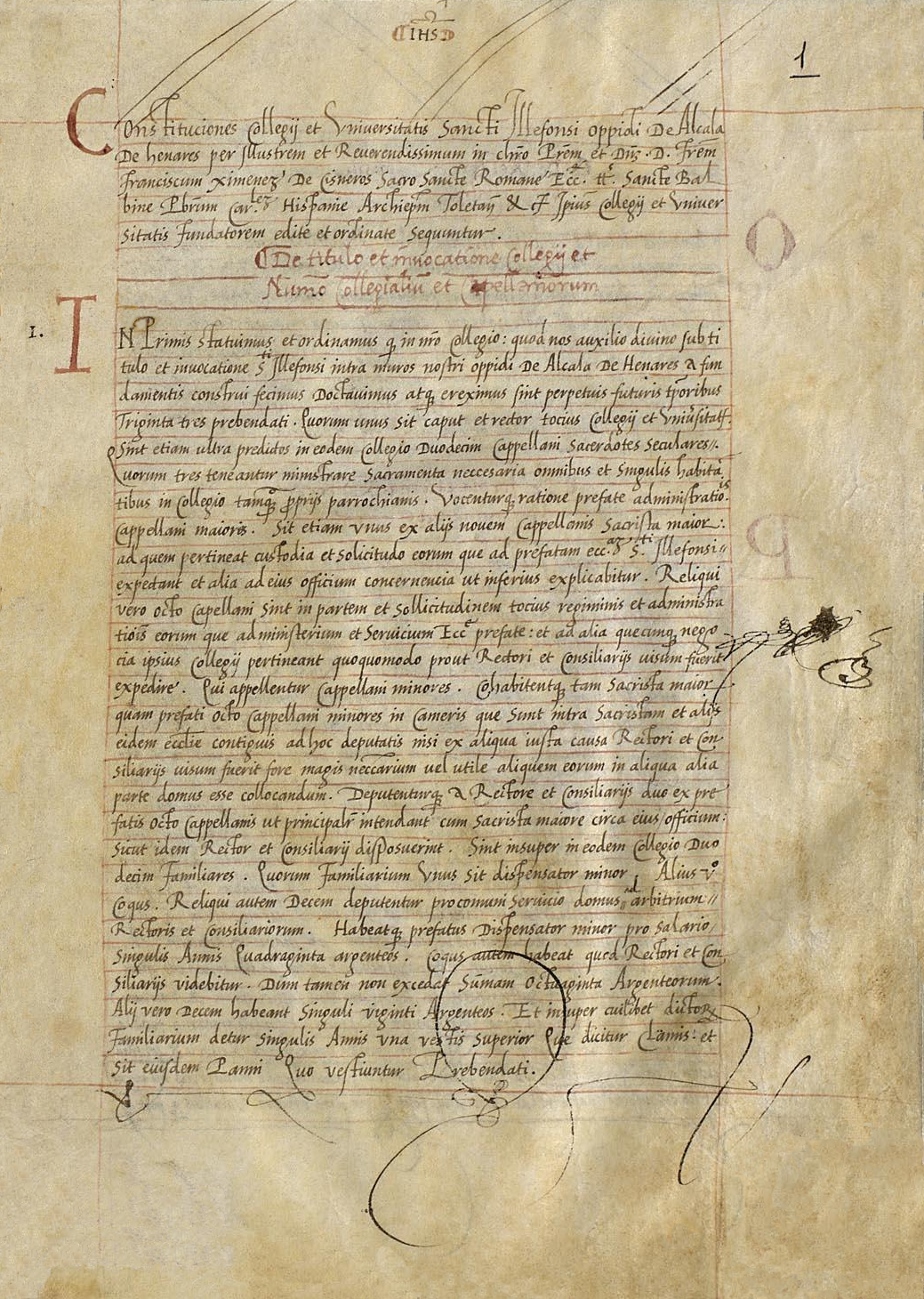
Verfassung der Universität von Alcalá

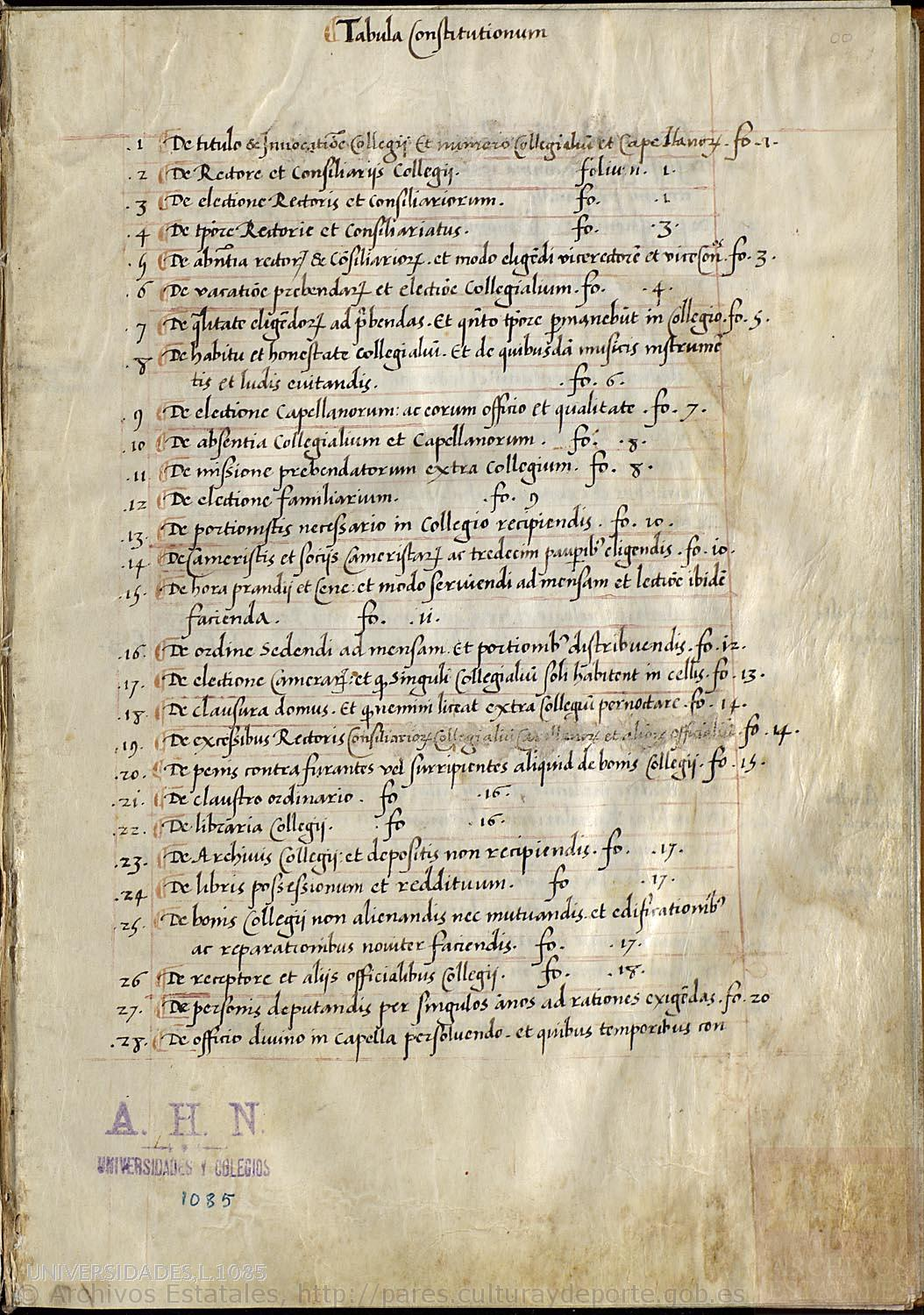
Verfassung des Colegio Mayor de San Ildefonso, Inhaltsverzeichnis

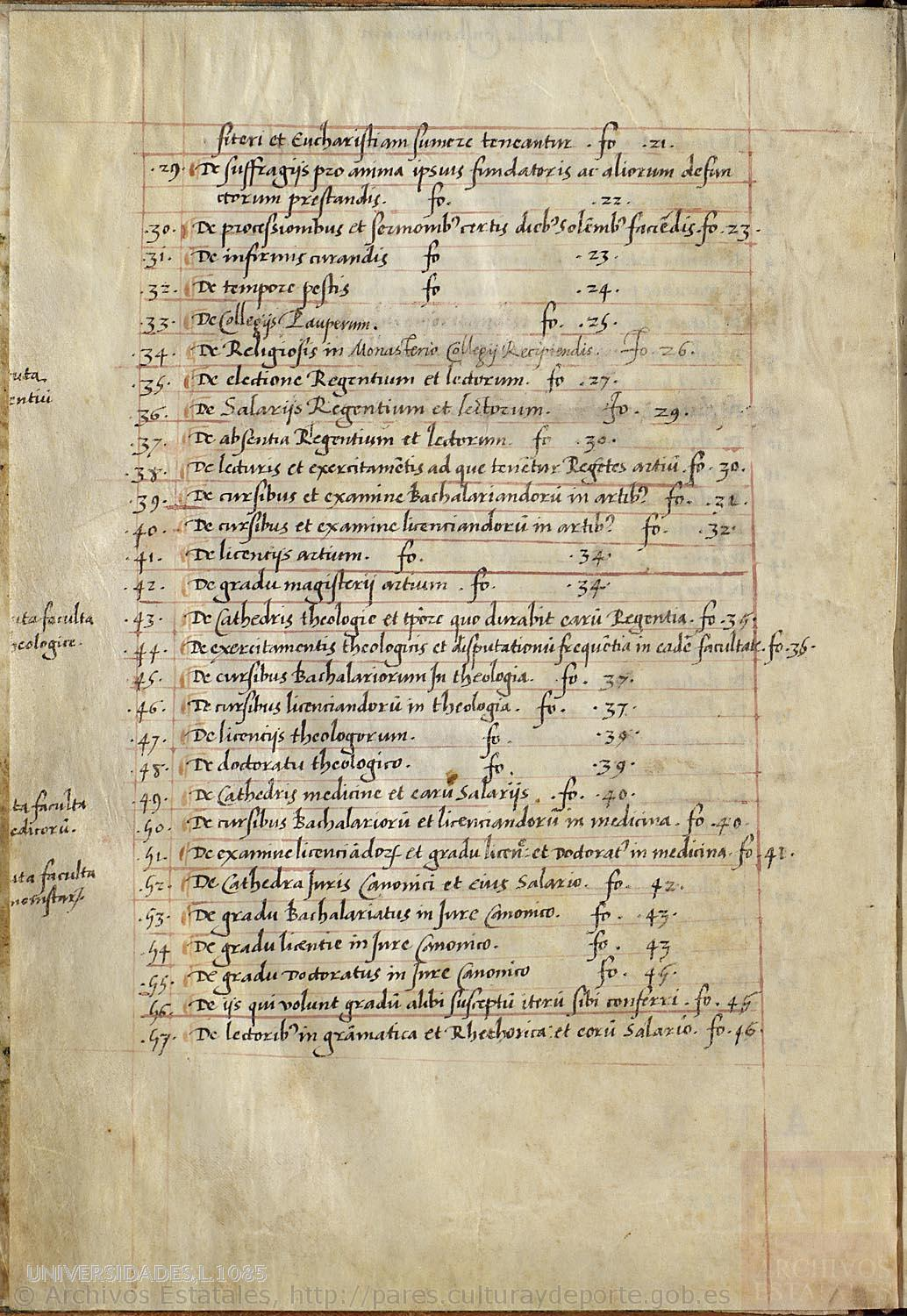
Verfassung des Colegio Mayor de San Ildefonso, Inhaltsverzeichnis

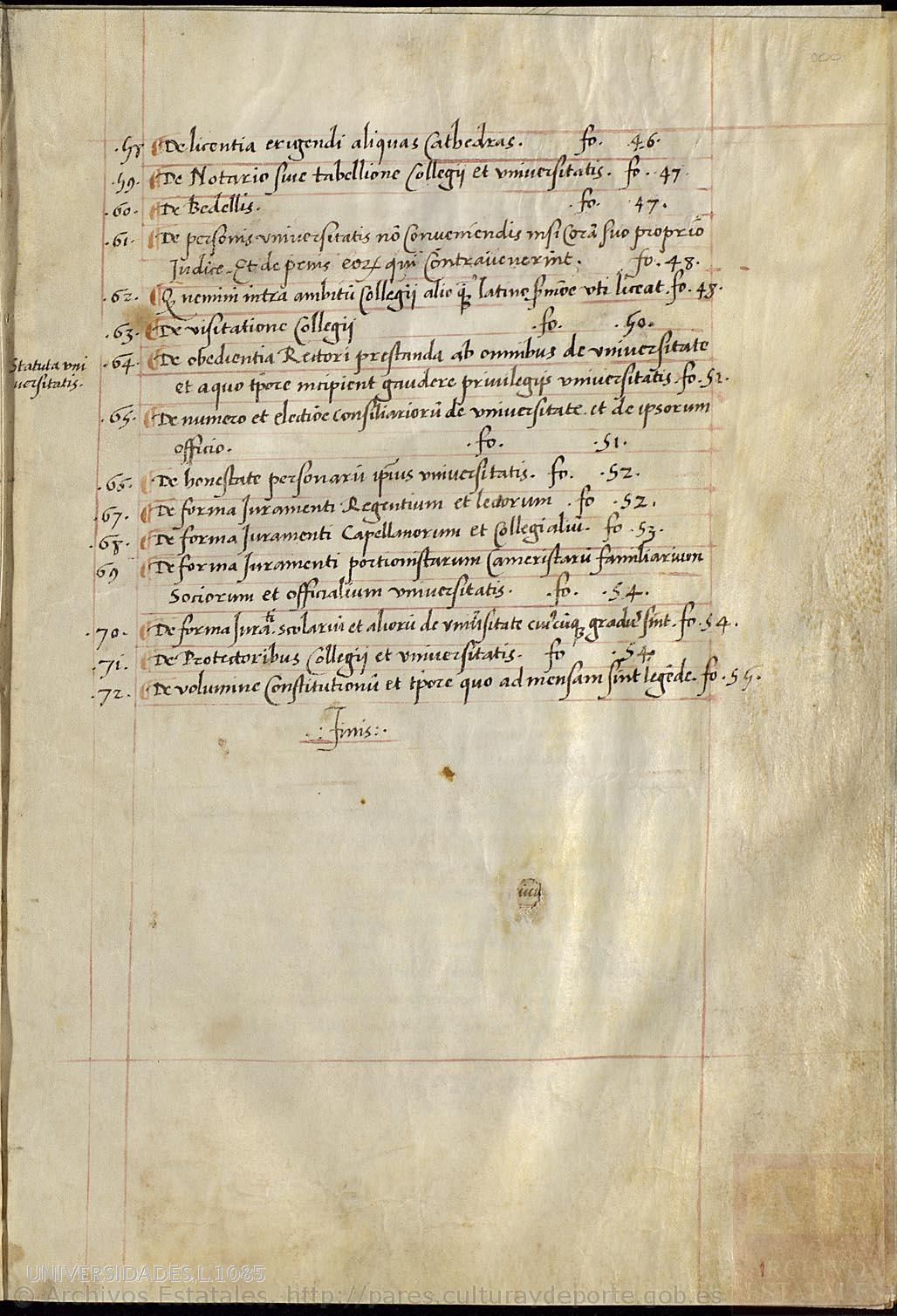
Verfassung des Colegio Mayor de San Ildefonso, Inhaltsverzeichnis

### Verfassung
Das akademische Leben am Kolleg begann 1508. Es gab eine vorkonstitutionelle Periode mit einem provisorischen Statut. Die Verfassung, deren 72 Abschnitte als Constituciones bezeichnet werden, wurden am 22. Januar 1510 in der Kapelle San Ildefonso, in Anwesenheit des Autors Kardinal Francisco Jiménez de Cisneros verkündet. Sie war das wichtigste Regelwerk der neuen Institution, das alle Aspekte im Zusammenhang mit der Organisation, der Arbeitsweise der Organe und dem Studium festlegte. Alle Mitglieder des Kollegs hatten die Pflicht, die Verfassung zu kennen, um sie zu befolgen. Im Kapitel 72 wurde festgelegt, dass eine Kopie des Manuskripts in der Bibliothek für alle zugänglich sein sollte. Die Verfassung wurde zu Beginn des Studienjahres im Refektorium beim Mittag- und Abendessen vorgelesen. Die Verfassung wurde im Lauf der Zeit gelegentlich verändert. Besonders die Änderungen von 1555 und 1565 gelten als teilweise nicht mit den Absichten Cisneros vereinbar.

### Bewohner des Kollegs
Kollegiaten
Es gab 33 Kollegiaten (spanisch Colegiales). Neue Kollegiaten wurden kooptiert. Sie durften keiner Ordensgemeinschaft angehören oder verheiratet sein. Das Mindestalter war zwanzig Jahre. Sie mussten die lateinische Sprache perfekt beherrschen, da diese die einzige zugelassene Sprache innerhalb des Kollegs war. Sie waren üblicherweise Bakkalaureus der freien Künste. Zum Zeitpunkt ihres Eintrittes in das Kolleg durfte ihr jährliches Einkommen 25 Florines de Aragón (aragonische Goldgulden) nicht übersteigen. Sie hatten als Stipendiaten für die Dauer von maximal acht Jahren Anspruch auf ein eigenes Zimmer, ein Bett, einen Tisch, einen Stuhl, eine Sitzbank, Licht, regelmäßige Mahlzeiten, Bekleidung, die Dienste eines Barbiers, Behandlung durch einen Arzt und Medikamente. Sie hatten in der Mitgliederversammlung (spanisch Capilla Plena) dem obersten Entscheidungsorgan des Kollegs, Rede- und Stimmrecht. Sie besaßen einen Schlüssel um jederzeit die Bibliothek nutzen zu können.
Kapläne
Die zwölf Kapläne (spanisch Capellanes) waren Kleriker, die keinem Orden angehörten. Sie wurden durch den Rektor, die Berater und die Kollegiaten ausgesucht. Ihnen standen die gleichen Rechte auf Unterhalt wie den Kollegiaten zu. Sie konnten vier Jahre im Kolleg bleiben, wobei eine Verlängerung um weitere vier Jahre möglich war. Sie hatten Rederecht in den Mitgliederversammlung, waren aber nicht stimmberechtigt. Sie bekamen keinen Schlüssel zur Bibliothek.
Zahlende Kollegiaten
Studenten der freien Künste oder der Theologie, die kein Stipendium hatten und für ihren Aufenthalt im Kolleg und für das Studium bezahlten, wurden spanisch Porcionistas genannt. Sie wurden durch den Rektor und die Berater ausgewählt. Sie hatten keinen Zugang zu den Versammlungen der Kollegiaten. Ihr Aufenthalt war zeitlich nicht begrenzt. Im Jahr 1555 wurde die Anzahl der zahlenden Kollegiaten auf zehn beschränkt.
Familiares, Cameristas, Socios
Die etwa vierzig Familiares, Cameristas und Socios waren Bedienstete des Kollegs.

### Verwaltung des Kollegs
Vollversammlung
Oberstes Entscheidungsorgan des Colegio Mayor de San Ildefonso waren die monatlich stattfindenden Versammlungen (spanisch Capillas plenas) der 33 stimmberechtigten Kollegiaten und der zwölf nicht stimmberechtigten Kapläne. In den Sitzungen wurden alle für das Kolleg bedeutsamen Entscheidungen getroffen. In ihnen wurde die Auswahl neuer Kollegiaten und Kapläne sowie die Besetzung der Lehrstühle beschlossen. Die Vollversammlungen wählte jährlich das oberste ausführende Organ des Kollegs den Rektor und drei Berater (spanisch Consiliarios) als seine Stellvertreter, sowie den Finanzverwalter (spanisch Tesorero).
Rektor
Die Leitung des Kollegs lag in den Händen des Rektors. Seine weitreichenden Befugnisse erstreckten sich auf den akademischen, juristischen, kollegialen und gerichtlichen Bereich. Der Rektor des Colegios de San Ildefonso war zugleich Rektor der Universität. Die Verfassung der Universität von Alcalá legte den Rektor der Universität als alleinigen und ausschließlichen Richter für alle Fälle des Zivil- und Strafrechtes fest, die sich gegen Universitätsmitglieder richteten.
Berater
Die drei Berater (spanisch Consiliarios), die den Rektor im Bezug auf die Angelegenheiten des Colegios de San Ildefonso berieten, wurden jährlich von der Versammlung der Kollegiaten gewählt. In Angelegenheiten, die die gesamte Universität betrafen, wurde der Rektor von zwei anderen Beratern unterstützt.
Versammlungen der Lehrer
Die spanisch Claustros ordinarios genannten Versammlungen waren das Leitungsorgan der Universität, das sich in erster Linie mit Angelegenheiten der Lehre und der Studienabschlüsse befasste. Es bestand aus dem Rektor, den Beratern der Universität, dem Kanzler, den Dekanen und den dienstältesten Lehrstuhlinhabern jeder Fakultät.
Kanzler
Die Funktion des Kanzlers der Universität war an das Amt des als Abtes des Kapitels der Stiftskirche der Heiligen Justus und Pastor gebunden. Der Kanzler war die höchste akademische Autorität der Universität. Er leitete die Abschlussprüfungen selbst oder ernannte einen Prüfungsvorsitzenden. Ihm war vom Papst die Befugnis zur Vergabe der höheren akademischen Grade gewährt worden.
Visitator
Ein Visitator der von den Mitgliedern des Kapitels der Stiftskirche der Heiligen Justus und Pastor aus ihrer Mitte gewählt wurde, führte jedes Jahr eine Überprüfung des Kollegs durch. Diese Visitationen beschränkten sich nicht auf die Kontrolle der Verwaltung der Vermögenswerte sowie der umfangreichen Einnahmen und Ausgaben, sondern auch darauf, wie sich die Professoren bei der Leitung ihrer Lehrstühle und der Wahrnehmung ihrer Aufgaben verhalten hatten und wie groß die Anzahl der Hörer war. Die Visitatoren überprüften die Einhaltung der Regeln der Verfassung und Fragen des Gemeinschaftslebens wie den Ablauf von Wahlen und Abstimmungen, das Verhalten einzelner Kollegiaten im Bezug auf die Teilnahme an Veranstaltungen, den Zustand der Gebäude, das Essen usw. Der Visitator konnte Fehlverhalten bestrafen und für entstandene Schäden Ersatz verlangen.

### Colegios Menores Cisnerianos
Im Abschnitt 33 der Verfassung des Colegio Mayor de San Ildefonso, der den Titel „De Collegiis pauperum“ trägt, sah Francisco Jiménez de Cisneros vor, dass weitere achtzehn Kollegs unter der Leitung des „Hauptkollegs von San Ildefonso“ (nostrum principale Collegium Sancti Ildefonsi) errichtet werden sollten, um „armen Studenten“ zu helfen.
Diese Kollegs, von denen Francisco Jiménez de Cisneros nur sechs gründete, waren als Colegios Menores Cisnerianos bekannt. Einige von ihnen hatten die Aufgabe, als Colegio de Gramáticos den Studenten Grundlagen in der lateinischen und griechischen Sprache zu vermitteln. Andere Kollegs vermittelten darauf aufbauend eine Ausbildung in den freien Künsten, die als Grundlage für weitere Studien benötigt wurde. Nur an dem Colegio de la Madre de Dios wurde auch ein Fachstudium angeboten. Alle für die Colegios Menores Cisnerianos wichtigen Entscheidungen wurden von der Leitung des Colegio Mayor de San Ildefonso getroffen. Sie wurden aus den Einnahmen bzw. dem Vermögen des Colegio Mayor de San Ildefonso finanziert. Ihnen stand ein Geistlicher als Vizerektor vor, der vom Rektor und den Beratern des Colegio Mayor de San Ildefonso ernannt und bezahlt wurde. Der Colegio de San Pedro y San Pablo, das siebente der noch von Cisneros selbst gegründeten Kollegs, war Brüdern des Franziskanerordens vorbehalten und wurde von diesem Orden verwaltet. Nach dem Tod Cisneros’ wurden auf Initiative des Rektors und mit den Mitteln des Colegio Mayors drei weitere Colegios Menores Cisnerianos gegründet.

## Finanzierung
Bei der Gründung des Colegio de San Isidro entstanden durch den Kauf der Grundstücke, die Errichtung der Gebäude und ihr Inventar, die Ausstattung der Kapelle und die Einrichtung der Bibliothek hohe Kosten. Nach der Aufnahme des Unterrichts waren erhebliche Mittel zur Zahlung der Gehälter der Lehrer und der Lebenshaltungskosten der Studenten und Geistlichen notwendig. Die Finanzierung erfolgte nicht durch den allgemeinen Haushalt des Erzbistums Toledo, sondern durch das Privatvermögen und das Privateinkommen des Erzbischofs Francisco Jiménez de Cisneros. Im Jahr 1517 vererbte Kardinal Cisneros dem Colegio de San Ildefonso, nicht der Universität, sein gesamtes Vermögen, Immobilien, Mieten, Rechte, Anteile und bewegliche Sachen (Bücher). Das ergab eine Gesamtsumme von 25 Millionen Maravedí (66.667 Dukaten), zu denen weitere 8 Millionen – genau 8.099.078 Maravedí (21.598 Dukaten) – hinzukamen, die der Gründer zwischen 1508 und 1517 beisteuerte.

## Bildungsgänge an den Colegios
Ausbildung zum Bachiller en Artes
Die Ausbildung in Alcalá begann an einem Colegio de Gramáticos. Die Kollegiaten waren wenigstens acht Jahre alt und konnten lesen und schreiben. An den Colegios de Gramáticos erhielten sie drei Jahre lang Unterricht in den Grundlagen der lateinischen Sprache. Danach konnten sie sich bewerben um in demselben Kolleg zwei Jahre Griechisch zu lernen oder an einem anderen Dialektik und Logik, und danach Naturphilosophie und Metaphysik zu studieren. Am Ende der ersten Studienjahre erhielten die Studenten mit etwa 16 Jahren, nach Bestehen einer öffentlich durchgeführten Prüfung, den Grad eines Bakkalaureus der freien Künste. (Die vorgeschriebenen Studienzeiten wurden im Verlauf der mehr als dreihundertjährigen Geschichte der Kollegs verändert.) Dieser Abschluss ermögliche es den Absolventen zu arbeiten oder weiter zu studieren. Ein Bakkalaureus der freien Künste konnte als Assistent eines Professors, als Repetitor für Studenten tätig werden. Viele Bakkalaurei der freien Künste wurden Verwaltungsbeamte oder Sekretäre von Privatpersonen.
Ausbildung zum Magister der freien Künste
Ein Bakkalaureus der freien Künste hatte die Möglichkeit, das Studium der freien Künste fortzusetzen, mit dem Ziel, nach vier Jahren als Magister der freien Künste die Licentia docendi ubique terrarum in den freien Künsten zu erhalten, eine päpstliche Genehmigung, die es ihm erlaubte, an den Fakultäten der freien Künste und der Philosophie an jeder Universität der Welt zu lehren.
Ausbildung zum Bakkalaureus der Theologie, des Kirchenrechtes oder der Medizin
Wenn er ein Stipendium für das Colegio Mayor de San ildefonso erhielt, konnte ein Bakkalaureus der freien Künste sein Studium in einer der drei so genannten großen Fakultäten – Kirchenrecht, Medizin oder Theologie – fortsetzen, in denen nach dem vier Jahre dauernden Studium, der Abschluss als Bakkalaureus der Theologie, Bakkalaureus des Kirchenrechtes oder Bakkalaureus der Medizin erworben werden konnte. Dies war im 16. bis 18. Jahrhundert der häufigste akademische Grad unter den Juristen, Ärzten oder Theologen.
Ausbildung zum Lizenziaten der Theologie, des Kirchenrechtes oder der Medizin
Das Ziel, durch ein weiteres Studium den Grad eines Lizenziaten der Theologie, eines Lizenziaten des Kirchenrechtes, eines Lizenziaten der Medizin oder den Grad eines Doktors zu erreichen, wurde fast ausschließlich angestrebt um das Fach an einer Hochschule zu unterrichten. Das Lizenziat war der höchste akademische Grad für Theologen, Kirchenrechtler und Mediziner. Es berechtigte aufgrund der päpstlichen Licentia docendi ubique terrarum, zur Lehre des Faches an jeder Universität der christlichen Welt.
Promotion zum Doktor
Doktor war ein Ehrentitel, der in der Regel dem Lizenziaten unmittelbar nach dem Lizenziat zuerkannt wurde. Es gab keine Prüfungen, sondern nur eine Rede und eine Reihe symbolischer Akte, die den Eintritt des Doktoranden in die Universitätsaristokratie schmückten: Bankette, Verleihung der Insignien des Doktortitels und weitere Feiern. Die Kosten für die Promotion zum Doktor wurden für die ehemaligen Colegiales vom Colegio Mayor de San Ildefonso übernommen.